# Dövmedvetande
Dövmedvetande är en svensk dokumentärfilm från 2008 i regi av Patrik Nordell och Maria Sundholm. Filmen skildrar dövas kamp för rätten till teckenspråk i Sverige mellan 1950 och 1980 och tar även upp teckenspråkets historia. Filmen premiärvisades 29 november 2008 på biografen Zita i Stockholm som en del av en dövfilmsfestival.